# Stamboliiski, Bulgaria
Stamboliiski (în bulgară Стамболийски) este un oraș în comuna Stamboliiski, regiunea Plovdiv,  Bulgaria. 

## Demografie
Componența etnică a orașului Stamboliiski
     Nicio identificare (5,87%)
     Bulgari (90,86%)
     Romi (2,87%)
     Turci (0,13%)
     Altele (0,24%)
La recensământul din 2011, populația orașului Stamboliiski era de 11.601 locuitori. Din punct de vedere etnic, majoritatea locuitorilor (90,86%) erau bulgari, cu o minoritate de romi (2,87%). Pentru 5,87% din locuitori nu este cunoscută apartenența etnică.